# Chasing Safety
Chasing Safety ist eine 2008 unter dem Namen Us, From Outside gegründete Post-Hardcore-Band aus New Jersey, Vereinigte Staaten. Die Gruppe veröffentlichte in den Jahren 2010 und 2011 zwei Alben unter diesem Bandnamen über Tragic Hero Records, ehe die Band zwei Jahre später ihren Namen in Chasing Safety änderte und zu Outerloop Records wechselte.

## Geschichte
Im Jahr 2008 wurde Chasing Safety unter dem Namen Us, From Outside in Philadelphia, Pennsylvania gegründet. Die Gruppe unterschrieb ihren ersten Plattenvertrag bei Tragic Hero Records und veröffentlichte ihre zwei Alben Inspired by the Threat of Failure im Jahr 2010 und Revived ein Jahr später über dieses Label.
Die Gruppe tourte gemeinsam mit Broadway durch die Vereinigten Staaten und spielte sechs Konzerte mit Fit for a King auf deren The American Nightmare Tour sowie mit Palisades im Rahmen der The Revived Tour.
Nach mehreren Besetzungswechseln änderte die Gruppe ihren Namen in Chasing Safety und siedelte nach New Jersey über. Auch wechselte die Gruppe, die derzeit aus dem Sänger Johnny Galivan, dem Bassisten Kenny Davis, den beiden Gitarristen Patrick Hall und Derek Williams sowie dem Schlagzeuger Luke Genocide besteht, ihre Plattenfirma. Chasing Safety unterschrieb bei Outerloop Records – einem Gemeinschaftsprojekt der Plattenfirma Fearless Records und dem Outerloop Management – und veröffentlichte im Oktober des Jahres 2014 ihr Album Season of the Dead, das von Dan Korneff produziert wurde. Anfang 2017 folgte mit Nomad das Nachfolger-Album, welches erneut von Korneff produziert wurde.
Auf Konzertreisen tourte die Gruppe im Vorprogramm von I Prevail und Vampires Everywhere!.

## Stil
Chasing Safety spielt eine melodische Variante des Post-Hardcore, der vergleichbar mit Underoath und Beartooth ist.

## Diskografie
- 2010: Inspired by the Threat of Failure (Album, Tragic Hero Records, als Us, From Outside veröffentlicht)
- 2011: Revived (Album, Tragic Hero Records, als Us, From Outside veröffentlicht)
- 2014: The Machine (EP)
- 2014: Season of the Dead (Album, Outerloop Records)
- 2017: Nomad (Album, Outerloop Records)